# 波苏埃洛德尔帕拉莫
波苏埃洛德尔帕拉莫，是西班牙卡斯蒂利亚-莱昂莱昂省的一个市镇。 总面积36平方公里，总人口612人（001年），人口密度17人/平方公里。